# Elezioni presidenziali nella Repubblica Dominicana del 2004
Le elezioni presidenziali nella Repubblica Dominicana del 2004 si tennero il 16 maggio.

## Risultati
| Candidati                    | Partiti                              | Voti      | %     |
| ---------------------------- | ------------------------------------ | --------- | ----- |
| Leonel Fernández             | Partito della Liberazione Dominicana | 2 063 871 | 57,11 |
| Hipólito Mejía               | Partito Rivoluzionario Dominicano    | 1 215 928 | 33,65 |
| Eduardo Estrella             | Partito Riformista Social Cristiano  | 312 493   | 8,65  |
| Rafael Flores Estrella       | Forza della Rivoluzione              | 4 737     | 0,13  |
| Ramón Almánzar               | Partito Nuova Alternativa            | 4 195     | 0,12  |
| Trajano Santana              | Partito Rivoluzionario Indipendente  | 3 994     | 0,11  |
| Héctor Rafael Peguero Méndez | Partito Popolare Cristiano           | 3 383     | 0,09  |
| Raúl Pérez Peña              | Partito per la Democrazia Autentica  | 1 834     | 0,05  |
| Ramón Emilio Concepción      | Movimento Solidarietà Nazionale      | 1 450     | 0,04  |
| Carlos Manuel Bencosme       | Alleanza Sociale Dominicana          | 1 043     | 0,03  |
| Ramón Nelson Didiez Nadal    | Partito Democratico Popolare         | 772       | 0,02  |
| Totale                       | Totale                               | 3 613 700 | 100   |